# Xã Roscoe, Quận St. Clair, Missouri
Xã Roscoe (tiếng Anh: Roscoe Township) là một xã thuộc quận St. Clair, tiểu bang Missouri, Hoa Kỳ. Năm 2010, dân số của xã này là 570 người.